# Cunaxa veracruzana
Cunaxa veracruzana är en spindeldjursart som beskrevs av Baker och Hoffmann 1949. Cunaxa veracruzana ingår i släktet Cunaxa och familjen Cunaxidae. Inga underarter finns listade i Catalogue of Life.